# Ułan Bator (stacja kolejowa)
Ułan Bator – stacja kolejowa w Ułan Bator, w Mongolii. Jest największą stacją kolejową w kraju. Posiada 2 perony.
Dworzec kolejowy usytuowany jest w odległości ok. 2 km na południowy zachód od placu Suche Batora. Zatrzymują się tu wszystkie pociągi międzynarodowe i krajowe.